# Казуарина

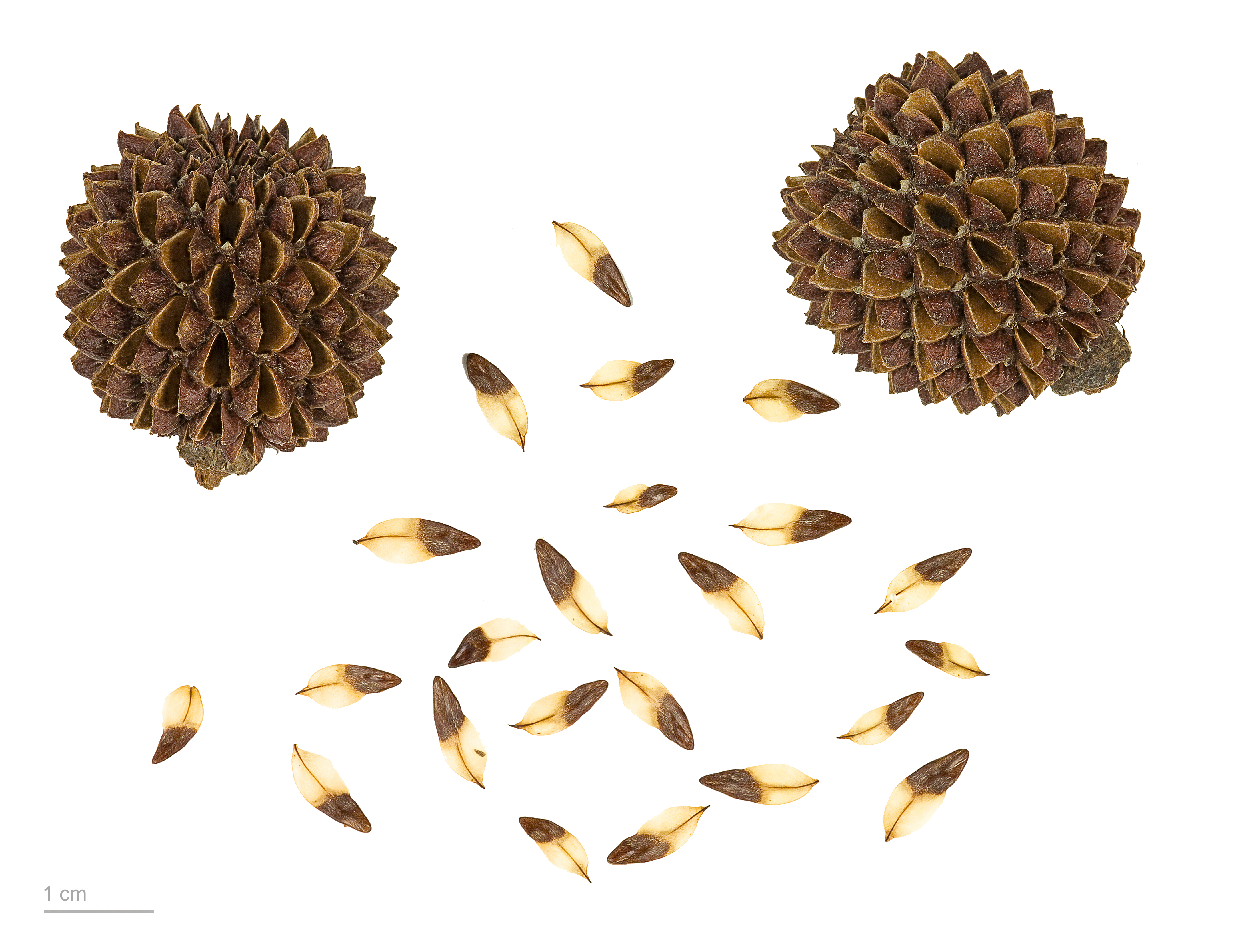
Casuarina sp. - Тулузький музей

Казуарина (Casuarina) — рід деревних і чагарникових рослин родини казуаринових. Рід включає 14 видів.
Листя в мутовках, лускоподібне. Квітки дрібні, без оцвітини, одностатеві; чоловічі з 1 тичинкою в тонких кінцевих кистях; жіночі з 1 маточкою, зібрані в кулясті суцвіття, Плід у вигляді крилатого горішка, але при дозріванні розкривається двома стулками, як коробочка. Насіння без ендосперму. Казаурина - одне з найдавніших дводольних рослин.
Казуарина надзвичайно невибаглива. У себе на батьківщині вона мешкає в таких умовах, в яких практично не можуть існувати інші, менш витривалі, рослини. 

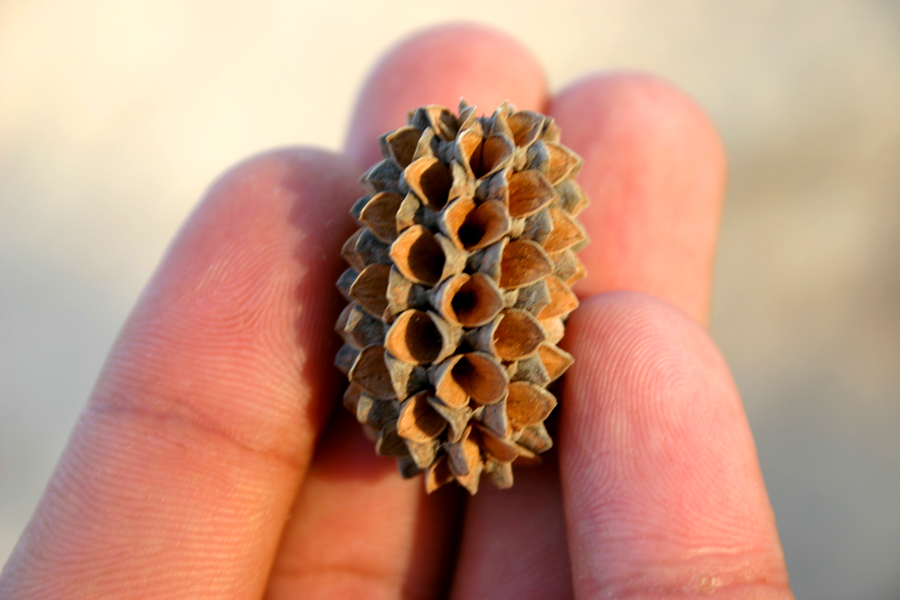
«Шишка» казуарини.

## Найпоширеніші види
- Casuarina cristata (Каузарина гребінчата) (Квінсленд, Новий Південний Уельс).
- Casuarina cunninghamiana (північ і схід Австралії).
- Casuarina equisetifolia (Казуарина хвощеподібна) (Північ Австралії і Південно-Східна Азія).
- Casuarina glauca (Новий Південний Уельс)
- Casuarina grandis (Нова Гвінея).
- Casuarina junghuhniana (Індонезія).
- Casuarina lepidophloia
- Casuarina obesa (південна частина Австралії).
- Casuarina oligodon (Нова Гвінея).
- Casuarina pauper (внутрішня Австралія).